# Куаутемок (Колима)
Куауте́мок (исп. Cuauhtémoc) — посёлок в Мексике, в штате Колима, входит в состав одноимённого муниципалитета и является его административным центром. Численность населения, по данным переписи 2020 года, составила 9746 человек.

## Общие сведения
Название Cuauhtémoc с языка науатль можно перевести как: орёл, атакующий добычу, и дано в честь последнего правителя ацтеков — Куаутемока.
Поселение было основано в начале XIX века как небольшое ранчо на королевской дороге из Мехико в Мансанильо, предоставляя услуги венты для путешествующих.
В 1850 году оно стало достаточно большим и было признано официально, получив название Сан-Херонимо.
В 1879 году поселение получило статус посёлка, сменив название на Гуатимоцин, а в 1917 году название сменилось на современное Куаутемок.
Куаутемок расположен в 15 км к северо-востоку от столицы штата, города Колима на федеральной трассе 54.

## Население
| Год  | Численность | Численность |
| ---- | ----------- | ----------- |
| 2000 | 8154        | [ 6 ]       |
| 2005 | 8165        | [ 7 ]       |
| 2010 | 8602        | [ 8 ]       |
| 2020 | 9746        | [ 9 ]       |